# San Nicasio (stanice metra v Madridu)
San Nicasio (plným názvem španělsky Estación de San Nicasio) je stanice metra v Madridu, která se nachází v jižní aglomeraci města. Stanice má výstup do ulic Avenida Mar Mediterráneo a Zurbarán ve městě Leganés.
Jedná se o stanici linky metra 12. Stanice je pojmenována po čtvrti (svatý Nikasius), ve které se nachází.
Stanice vznikla v rámci výstavby linky 12 a byla otevřena 11. dubna 2003 zároveň s celou linkou. Stanice se nachází v tarifní zóně B1.

## Fotogalerie

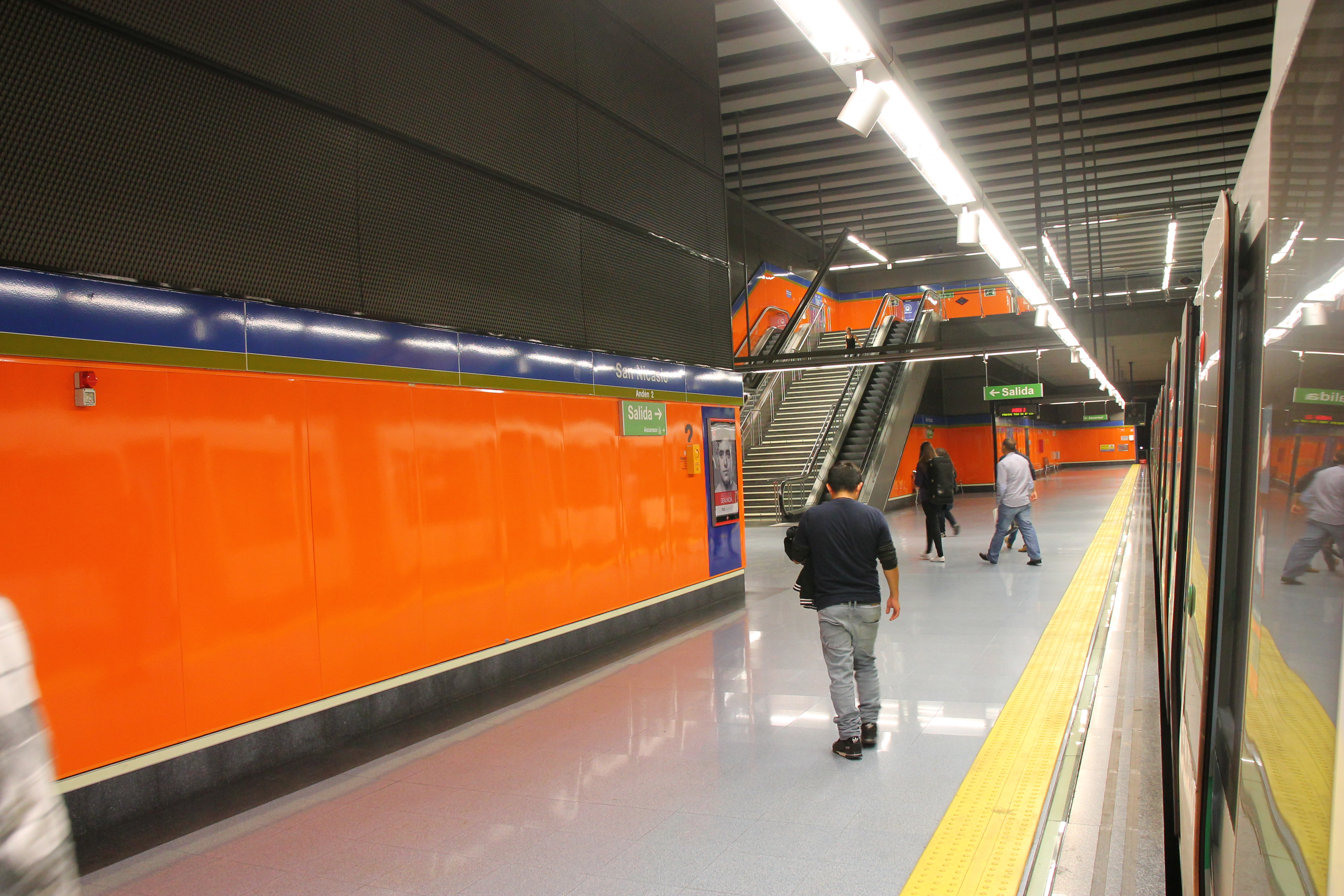
Nástupiště stanice
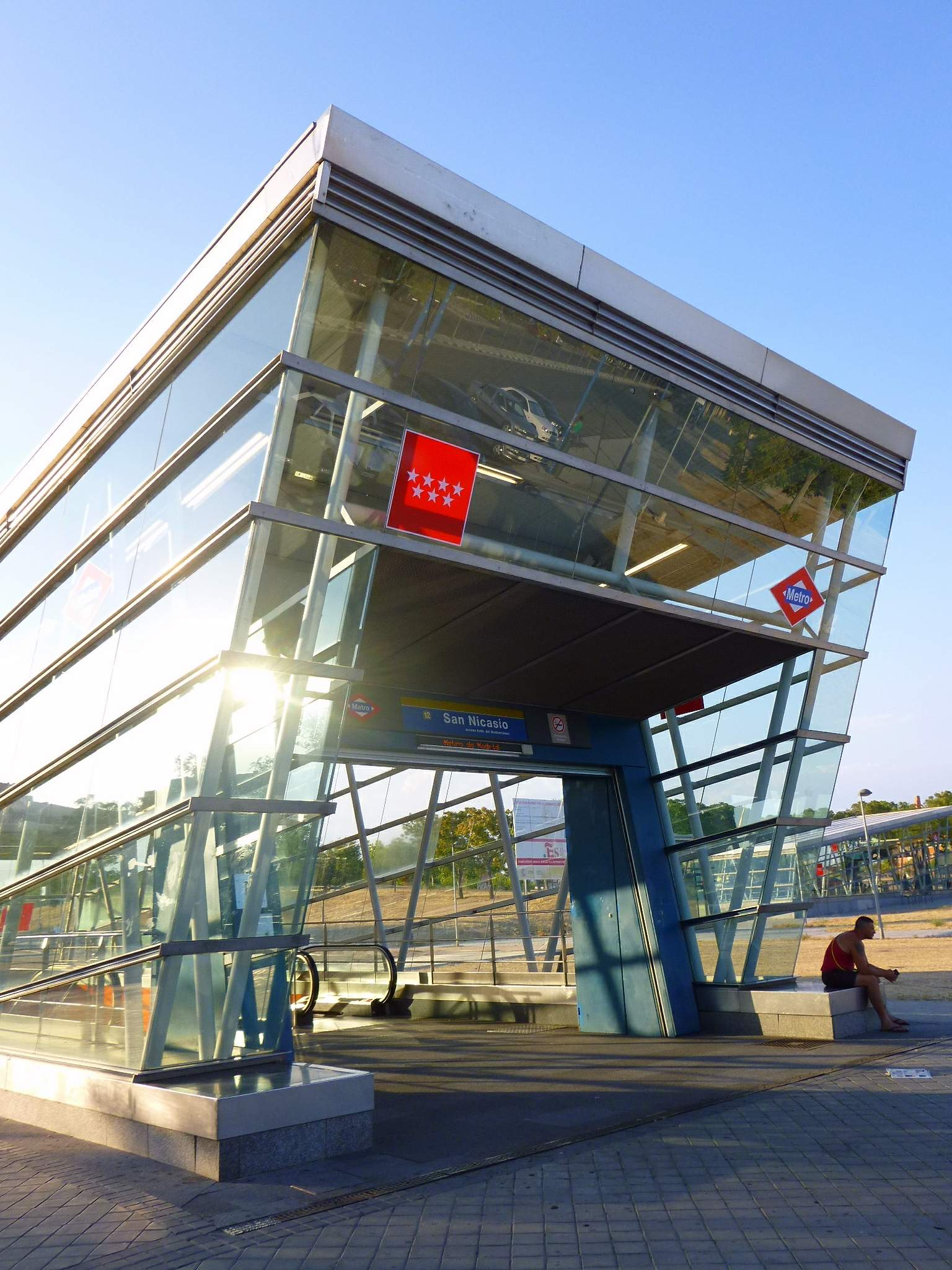
Vstup do stanice